# ГЕС Dàdōngjiāng
ГЕС Dàdōngjiāng (大东江水电站) — гідроелектростанція у центральній частині Китаю в провінції Хунань. Знаходячись перед ГЕС Xiǎodōngjiāng, входить до складу каскаду на річці Leishui, правій притоці Сянцзян (впадає до розташованого на правобережжі Янцзи великого озера Дунтін). 
В межах проекту річку перекрили бетонною арковою греблею висотою 157 метрів, довжиною 438 метрів та шириною від 7 (по гребеню) до 35 (по основі) метрів. Вона утримує велике водосховище з об’ємом 8,12 млрд м3 (корисний об’єм 2,45 млрд м3) та припустимим коливанням рівня поверхні у операційному режимі між позначками 242 та 285 метрів НРМ (під час повені рівень може зростати до 293,4 метра НРМ, а об’єм – до 9,15 млрд м3). 
Пригреблевий машинний залу обладнали чотирма турбінами типу Френсіс потужністю по 125 МВт, які в подальшому модернізували до показника у 140 МВт. Вони використовують напір від 81 до 139 метрів.